# 三浦小太郎
三浦 小太郎（みうら こたろう、1960年〈昭和35年〉11月4日 - ）は、日本の政治評論家、政治活動家。維新政党・新風副代表。
ほか新しい歴史教科書をつくる会理事、北朝鮮帰国者の生命と人権を守る会「カルメギ」編集長、アジア自由民主連帯協議会理事長。自称「右翼人権派」。

## 経歴・人物
東京都生まれ。獨協学園高校卒、獨協医科大学中退。
1990年代から「救え! 北朝鮮の民衆/緊急行動ネットワーク」（RENK）東京支部などで、北朝鮮の人権問題や脱北者の支援活動に参加している。
『現代コリア』編集部員や「北朝鮮帰国者の生命と人権を守る会」（守る会）副代表・代表などを務めた。
2014年11月から特定非営利活動法人江東映像振興事業団の副理事長・専務理事を務める（理事長は古谷経衡）。2024年夏に「正論の会」会長になった。

保守派の論客として『諸君!』、『正論』、『別冊宝島』、『月刊日本』、『表現者』などに寄稿。
2016年に刊行した渡辺京二に関する初の評伝は浦辺登、池澤夏樹、有田芳生が高く評価している。

## TV出演
- 日本文化チャンネル桜の番組[19]

## 著書
- 『嘘の人権 偽の平和』高木書房、2010年
- 『収容所での覚醒 民主主義の堕落』高木書房、2012年
- 『渡辺京二』言視舎〈言視舎評伝選〉、2016年
- 『なぜ秀吉はバテレンを追放したのか 世界遺産「潜伏キリシタン」の真実』ハート出版、2019年、普及版2024年
- 『ドストエフスキーの戦争論 『作家の日記』を読む』萬書房、2019年
- 『漢民族に支配された中国の本質 なぜ人口侵略・ジェノサイドが起きるのか』ハート出版、2021年
- 『渡辺京二論 隠れた小径を行く』 弦書房、2024年

共著ほか
- 日本ウイグル協会共著『日本人になったウイグル人たちに中国がやっていること ウイグル系日本人・在日ウイグル人の証言』産経新聞出版、2022年